# 정치범죄
정치범죄(政治犯罪)는 범죄학에서 정부가 불협화하는 목적·수단에 의한 정치행위이다. 예를 들면 내란죄, 파괴활동의 죄, 사상범 등을 들 수 있다. 정치범을 구성하는 불법의 요건은 그때 그때의 정부에 의해서 다르며 해석도 주관적으로 된다. 이는 국가가 형법이나 국제법을 어기는 국가범죄와는 대별된다.
국가는 정치범죄를 폭력적인 범죄이든 비폭력적인 범죄이든 국가 생존의 위협으로 간주한다. 이러한 범죄화는 인권, 민권, 자유의 범위를 축소시키는 것일 수 있다.

## 참고 자료
- Ross, Jeffrey Ian. (2000), Varieties of State Crime and its Control, Monsey: Criminal Justice Press.

## 같이 보기
- 정치범